# 侯賽因·瓦菲
侯賽因·瓦菲（波斯語：حسین وفایی，1994年10月15日—），是伊朗職業司諾克選手。他在2011年贏得了IBSF世界業餘司諾克錦標賽的冠軍，隔年成為第一位來自伊朗的職業司諾克選手。他在2022年單局限時賽中擊敗馬克·威廉斯獲得第一個排名賽冠軍。